# Očna kirurgija
Očna kirurgija ili oftalmokirurgija označava operacije koje se izvode na oku i njegovim adneksima obično od strane oftalmologa. Većinu operacija oka može izvodit iskusni opći oftalmolog, a složenije postupke izvodi oftalmolog koji je dodatno kvalificiran.

## Priprema i mjere opreza
Oko je osjetljiv organ, koji zahtjeva veliku brigu prije, za vrijeme i nakon kirurškog postupka. Oftalmolog specijalist mora otkriti potrebu za specifičnim postupcima i biti odgovoran za sigurno provođenje postupka. Mnogi sveučilišni programi dopuštaju pacijentima da se izjasne žele li da ih operira liječnik specijalist ili specijalizant.
Odgovarajuća anestezija je obvezna za sve operacije oka. Najčešće se koristi lokalna anestezija. Retrobulbarne i peripulbarne infiltracije područja koje okružuje konus očnog mišića služe za imobilizaciju vanjskih mišića oka i isključenje bolnih osjeta. Topička anestezija koristi lidokain gel za brze postupke. U topičkoj anesteziji potrebno je suradnja pacijenta kako bi postupak bio lakši.  Opća anestezija je preporučena za djecu, traumatske ozljede oka, opsežne orbitotomije i kod prestrašenih pacijenata.
Kardiovaskularno monitoriranje se preferira u lokalnoj anesteziji i obavezno je u općoj anesteziji. Odgovarajuće sterilne mjere opreza se koriste za pripremu operativnog polja, uključujući primjenu antiseptika povidon joda. Obavezni su sterilni mantili i rukavice.
Plastična ploča s posudom pomaže sakupit tekućinu za vrijeme fakoemulzifikacije.
Očni spekulum služi da oko bude širom otvoreno. Kod anksioznih pacijenata preporučena je blokada živca facijalisa lidokainom ili bupivakainom.

## Laserska kirurgija oka
Iako se termini laserska kirurgija oka i refrakcijska kirurgija koriste kao sinonim, to nije tako.
Laser se može koristit za liječenje nerefrakcijskih stanja, dok je radijalna keratotomija primjer refrakcijske kirurgije i izvodi se bez primjene lasera.

## Kirurgija katarakte (mrene)
Katarakta (mrena) je zamućenje leće uzrokovano starenjem, bolesti ili traumom. Katarakta sprječava svjetlosti da stvori jasnu sliku na mrežnici. Ako je gubitak vida značajan, obavezno je kirurško odstranjivanje leće, a izgubljena optička moć se nadomjesti plastičnom intraokularnom lećom. Zbog visoke pojavnosti katarakte, ekstrakcija leće je najčešći operativni zahvat na oku.

## Kirurgija glaukoma
Glaukom je skupina bolesti koje utječu na očni živac što rezultira gubitkom vida i često je karakterizirana povišenjem intraokularnog tlaka. Postoje razne vrste kirurgije glaukoma i varijacije ili kombinacije tih vrsta, da se olakša izlazak viška očne vodice sa svrhom smanjenja intraokularnog tlaka i da se smanji intraokularni tlak smanjenjem proizvodnje očne vodice.

### Kanaloplastika
Kanaloplastika je napredna, nepenetrantna tehnika kojom se postiže bolja drenaža kroz prirodni drenažni sustav očiju i osigurava kontinuirano smanjenje intraokularnog tlaka. Kanaloplastika koristi mikrokatetersku tehnologiju za jednostavne i minimalno invazivne postupke. Oftalmolog stvara sićušne incizije za pristup kanalu u oku. Mikrokateter kružno prolazi kroz kanal oko šarenice proširujući glavni drenažni kanal i njegove manje kolektorske kanal injiciranjem sterilnog materijala poput gela koji se naziva viskoelastik. Kateter se ukloni i napravi se šav unutar kanala. Otvaranjem kanala može se smanjiti intraokularni tlak.

## Refrakcijska kirurgija
Refrakcijska kirurgija ima za cilj ispraviti greške loma svjetlosti u oku te smanjuje ili uklanja potrebu za primjenom korektivnih leća. 
- Keratomileusis je metoda preoblikovanja površine rožnice kako bi se izmijenila njena optička moć. Disk rožnice se oljušti, brzo zamrzne, izbrusi i zatim ponovno vrati.
- Automatizirana lamelarna keratoplastika (ALK)
- Laser in-situ keratomilesusis (LASIK)
- IntraLASIK
- Laser subepitelijalna keratomileusis (LASEK) – Epi-LASIK
- Fotorefraktivna keratektomija
- Laserska termalna keratoplastika
- Konduktivna keratoplastika (CK) koristi radio valove da stisne kolagen rožnice. Koristi se za liječenje blage do umjerene hiperopije.
- Incizija limbusa za ispravljanje manjeg astigmatizma.
- Astigmatska keratotomija (AK)
- Radijalna keratotomija (RK)
- Heksagonalna keratotomija (HK)
- Epikeratofakija je odstranjenje epitela rožnice i zamjena s presatkom.
- Intrakornealni prstenovi (ICRs) ili dijelovi rožničnog prstena
- Implatabilne kontaktne leće

### Ispravljanje dalekovidnosti
- Prednja cilijarna sklerotomija
- Lasersko ispravljanje dalekovidnosti
- Skleralne ekspanzivne mišićne tetive

### Kirurgija rožnice
Kirurgija rožnice uključuje većinu refrakcijske kirurgije, kao i sljedeće:
- Transplantacija rožnice je uklanjanje zamućene ili bolesne rožnice i zamjena sa zdravom rožnicom donora.
- Perforativna keratoplastika (PK)
- Bostonska keratoprosteza (kPro)
- Fototerapeutska keratektomija (PTK)
- Ekscizija pterigija
- Tetoviranje rožnice
- Osteo-Odonto-Keratoprosthesis (OOKP) u kojoj je osnova umjetne rožnice dobivena iz zuba i okolne vilične kosti. Ovo je još uvijek eksperimentalna metoda i primjenjuje se kod bolesnika s teško oštećenim očima, prvenstveno od opeklina.

## Kirurgija staklovine i mrežnice
- Kirurgija staklovine i mrežnice, ili vitreoretinalna kirurgija, obuhvaća sljedeće zahvate:
  - Vitrektomija
    - Prednja vitrektomija je uklanjanje prednjeg dijela staklovine. Upotrebljava se za sprečavanje i liječenje gubitka staklovine tokom operacije katarakte ili rožnice, ili za uklanjanje prolabirane ili ukliještene staklovine u stanjima kao što su afakija, razdor stražnje lećne kapsule, pupilarni blok (glaukom uzrokovan uklještenjem staklovine u zjeničnom otvoru).

- -     - Pars plana vitrektomija (PPV), ili trans pars plana vitrektomija (TPPV)  je postupak uklanjanja zamućenja I membrana pars plana rezom. Često se kombinira s drugim intraokularnim zahvatima zaliječenje gigantskih retinalnih suza, trdicionalnih odvajanja retine, i odvajanja stražnje staklovine.

  - Panretinalna fotokoagulacija (PRP) je tip fotokoagulacijske terapije koja se koristi u liječenju diabetičke retinopatije.
  - Popravak odvojene mrežnice
    - Ignipunkcija je zastarijela metoda koja uključuje kauterizaciju retine s jako vrućim zašiljenim instrumentom.
    - Skleralna kopča se koristi kod popravka odvojene retine pomicanjem “kopčanjem“ sklere prema naprijed, najčešće zašivanjem komadića očuvane sklere ili silikonske gume za njenu površinu.
    - Laserska fotokoagulacija, ili fotokoagulacijska terapija, je upotreba lasera da bi se zatvorila pukotina u retini.
    - Pneumatska retinopexija
    - Retinalna kriopeksija, ili retinalna krioterapija, je metoda koja koristi veliku hladnoću da napravi korioretinalni ožiljak i da uništi retinalno ili korioidno tkivo.

  - Popravak rupe u makuli
  - Parcijalna lamelarna sklerouvektomija
    - Parcijalna lamelarna sklerociklokoriodektomija
    - Parcijalna lamelarna sklerokorioidektomija

  - Stražnja sklerotomiija je otvor načinjen kroz skleru u staklovinu, ybog odvojene retine ili uklanjanja stranog tijela.
  - Radijalna optička neurotomija
  - Operacija translokacije makule
    - Pomoću 360° retinotomije
    - Pomoću tehnike skleralne imbrikacije

## Operacije vanjskih očnih mišića
S oko 1,2 milijuna zahvata godišnje operacije ekstraokularnih mišića su na trećem mjestu po učestalosti operacija oka u SAD.
- Operacija očnih mišića tipično ispravlja strabizam i uključuje sljedeće:
  - Postupci produžavanja/slabljenja mišića
    - Povlačenje uključuje pomicanje insercije mišića straga prema njegovom početku.
    - Miektomija
    - Miotomija
    - Tenektomija
    - Tenotomija

  - Postupci skraćivanja/jačanja mišića
    - Resekcija mišića
    - Nabiranje mišića
    - Antepozicija mišićnog hvatišta je pomicanje hvatišta očnog mišića na očnoj jabučici prema naprijed.

  - Postupci transpozicije/repozicije
  - Postavljanje podesivog šava je metoda prišivanja ekstraokularnog mišića šavom koji se može skratiti ili produljiti unutar prvog postoperativnog dana, da bi se oko bolje centriralo

## Okuloplastična kirurgija
- Okuloplastična kirurgija, ili okuloplastika, je subspecijalizacija oftalmologije koja se bavi rekonstrukcijom oka i pridruženih struktura. Okuloplastični kirurg izvodi zahvate kao što su popravak spuštenih kapaka, i postupak pomlađivanja lica uključujući lasersko zaglađivanje kože, podizanje kapaka, podizanje obrva, i čak podizanje obraza. Uobičajni zahvati su:

### Kirurgija očnih kapaka
- Blefaroplastika (podizanje kapaka)
  - Blefaroplastika je plastična operacija kapaka kojom se uklanja višak kože i subkutanog masnog tkiva.
  - Azijatska blefaroplastika
  - Korekcija ptoze (spuštenog kapka)
  - Korekcija ektropija
  - Korekcija entropija
- Korekcija kantusa (očnog kuta)
  - Kantektomija je kirurško odstranjenje tkiva na spojnicama gornjih i donjih očnih kapaka
  - Kantoliza je kirurška podjela kantusa
  - Kantopeksija
  - Kantoplastika je plastična kirurgija kantusa
  - Kantorafija je šivanje vanjskog kantusa radi skraćivanja očnog rascjepa
  - Kantotomija je kirurška podjela kantusa, obično vanjskog kantusa
  - Lateralna kantotomija je kirurška podjela vanjskog kantusa
  - Epikantoplastika
- Tarzorafija je postupak u kojem se očni kapci djelomično zašiju da se suzi očni rasporak (npr. kod lagoftalmusa)

Okuloplastična kirurgija odnosi se na specijalističku rekonstruktivnu i kozmetičku (estetsku) kirurgiju abnormalnosti regije lica oko očnih kapaka koje mogu biti prisutne pri rođenju ili stečene kasnije procesom starenja, kao posljedice nesreće,tumora I slično.
Ovo uključuje ciste I tumore vjeđa, malpozicija poput spuštenog kapka (ptoza), uvrtanje (entropija) ili izvrtanje (ektropija) ruba kapka, izbočene oči kod problema sa štitnjačom, suzne oči, rehabilitacija paralize lica i umjetne (proteze) oči.
Okuloplastični kirurzi također izvode estetske zahvate I operacije da bi poboljšali kozmetski izgled lica, poput blefaroplastike (podizanje kapaka) da bi uklonili višak kože na gornjem kapku i vrećice ispod očiju; podizanje obrva, injekcije Botoxa i dermalnih punjenja da bi uklonili bore.

## Kirurgija suznog aparata
- Dakriocistorinostomija (DCR) ili dakriocistorinotomija je postupak uspostavljanja protoka suza u nos iz suzne vrećice kod nefunkcionalnog nasolakrimalnog kanala
- Kanalikulodakriocistostomija je kirurška korekcija prirođene neprohodnosti suznog kanala gdje se zatvoreni segment izreže i otvoreni kraj se spoji sa suznom vrećicom
- Kanalikulotomija uključuje rascjep suznih točkica i kanalića radi olakšanja pojačanog suzenja
- Dakrioadenektomija je kirurško odstranjenje suzne žlijezde
- Dakriocistektomija je kirurško odstranjenje dijela suzne vreće
- Dakriocistostomija je zasijecanje suzne vrećice koje se pusti trajno otvorenim, obično u svrhu drenaže
- Dakriocistotomija je zasijecanje suzne vrećice

## Odstranjenje oka
- Enukleacija je odstranjenje oka ostavljajući očne mišiće i preostali sadržaj očne šupljine netaknutim.
- Evisceracija je odstranjenje sadržaja oka ostavljajući bjeloočnicu nedirnutom. Obično se izvodi kako bi se smanjila bol u slijepom oku.
- Egzenteracija očne šupljine je odstranjenje cijelog unutarnjeg sadržaja očne šupljine, uključujući oko, vanjske očne mišiće, mast i tkivo spojnice; uglavnom zbog malignih očnih tumora.

## Kirurgija orbite
- Rekonstrukcija orbite/očna proteza (umjetne oči)
- Dekompresija orbite kod Gravesove bolesti

## Ostale okuloplastične operacije
- Injekcije Botoxa
- Mikrodermabrazija ultrapilingom
- Endoskopsko podizanje čela i obrva
- Zatezanje lica (ritidektomija)
- Liposukcija lica i vrata
- Plastika obrva

## Druge operacije
Mnogi od ovih opisanih postupaka su povijesni i ne preporučuju se zbog rizika od komplikacija. To se osobito odnosi na operacije cilijarnog tijela u svrhu kontroliranja glaukoma, budućid da danas postoje mnogo sigurniji antiglaukomski zahvati, kao što su laser, nepenetrantna kirurgija, filtracijska kirurgija i antiglaukomski implantati (valvule).
- Ciliarotomija je kirurška podjela cilijarne zone kod liječenja glaucoma
- Ciliektomija je 1)kirurško odstranjenje dijela cilijarnog tijela, ili 2)kirurško odstranjenje ruba vješe koji sadrži korijene trepavica
- Konjuktivoanstrostomija je otvor načinjen od donje konjuktivalne vreće u maksilarni sinus radi liječenja epifore
- Konjuktivoplastika je plastičnja kirurgija konjuktive
- Konjuktivorinostomija je kirurška korekcija totalne obstrukcije lakrimalnog kanala kojom je konjuktiva spojena s nosnom šupljinom da bi se poboljšao protok suza
- Korektomedializa, ili koretomedializa, je ekscizija malog dijela irisa na njegovom spoju s cilijarnim tijelom da bi se stvorila umjetna zjenica
- Korektomija, ili koretomija, je bilo koji kirurči zahvat na irisu kod zjenice
- Koreliza je kirurško odvajanje priraslica irisa na kapsulu leće ili kornee
- Koremorfoza je kirurško oblikovanje umjetne zjenice
- Koreplastika, ili koreoplastika, je plastična kirurgija irisa, obično kod formiranja umjetne zjenice
- Koreoplastika, ili laserska pupilomidrijaza, je svaki postupak kojim se mijenja veličina ili oblik zjenice
- Ciklektomija je ekscizija dijela cilijarnog tijela
- Ciklotomija, ili ciklikotomija, je kirurški rez cilijarnog tijela, obično za olakšanje glaucoma
- Cikloanemizacija je kirurška obliteracija duge cilijarnih arterija u liječenju glaucoma
- Iridektomezodializa je formiranje umjetne zjenice pomoću odvajanja I ekscizije dijela irisa na periferiji
- Iridodializa, znana i kao koredializa, je lokalizirarano odvajanje ili otrgnuće irisa od njegovog spoja s cilijarnim tijelom
- Iridenkleiza, ili korenkleiza, je kirurški zahvat za liječenje glaukoma kod kojeg je dio irisa razrezan i zatvoren u limbalnom rezu. (podjeljena je u bazalnu iridenkleisizu I totalnu iridekleisizu.)
- Irideza je kirurški postupak kojim je dio irisa provučen i zatvoren u kornealnom rezu da bi se repozicionirala zjenica
- Iridokorneosklerektomija je kirurško odstranjenje dijela irisa, kornee i sklere
- Iridociklektomija je kirurško odstranjenje irisa I cilijarnog tijela
- Iridocistektomija je kirurško odstranjenje dijela irisa radi formiranja umjetne zijenice
- Iridosklerektomija je kirurško odstranjenje dijela sklere i dijela irisa u regiji limbusa radi liječenja glaucoma
- Iridosklereotomija je kirurška punkcija sklere na granici s irisom radi liječenja glaucoma
- Rinomektomija je kirurško odstranjenje dijela unutarnjeg kantusa
- Trepanotrabekulektomija se koristi kod liječenja kroničnog glaukom otvorenog i zatvorenog kuta